# Reichsjustizgesetze
- Reichsjustizgesetze im Reichsgesetzblatt, Jahrgang 1877
- Gerichtsverfassungsgesetz
- Civilprozeßordnung
- Strafprozeßordnung
- Konkursordnung

Als Reichsjustizgesetze werden jene Gesetze bezeichnet, die im Jahr 1877 im Deutschen Reich verabschiedet wurden und am 1. Oktober 1879 in Kraft traten. Sie umfassten das Gerichtsverfassungsgesetz, die Zivilprozessordnung, die Strafprozessordnung und die Konkursordnung mit den zugehörigen Einführungsgesetzen. Im weiteren Sinne können auch die rechtzeitig vor Inkrafttreten der vier hauptsächlichen Gesetze noch 1878 und 1879 hinzugekommenen, weiteren Reichsgesetze zur Vereinheitlichung des Justizwesens hinzugezählt werden. Dies sind beispielsweise die Rechtsanwaltsordnung, das Gerichtskostengesetz und andere Gebührenordnungen, das Gesetz über die Konsulargerichtsbarkeit und das Anfechtungsgesetz, die alle ausdrücklich zeitgleich mit dem Gerichtsverfassungsgesetz bzw. der Konkursordnung in Kraft gesetzt wurden.
Bis auf die Konkursordnung, die am 1. Januar 1999 von einer Insolvenzordnung abgelöst wurde, gelten die Reichsjustizgesetze bis heute. Allerdings wurden sie in vielen Bereichen inhaltlich stark verändert und der Gesetzestext wiederholt neu im Bundesgesetzblatt bekannt gemacht. Eine wichtige Auslegungshilfe waren in der ersten Zeit die von Carl Hahn in vier Bänden herausgegebenen „Gesammten Materialien zu den Reichs-Justizgesetzen“ von 1880. Es folgte eine umfangreiche Kommentar-Literatur zu den einzelnen Gesetzen.
Die Bedeutung der Reichsjustizgesetze liegt vor allem in der Rechtsvereinheitlichung auf dem Gebiet des Verfahrensrechts der ordentlichen Gerichtsbarkeit. Zwar hatte das Reichsstrafgesetzbuch 1871 bereits ein deutschlandweit geltendes Strafrecht eingeführt, doch wurde der Aufbau der Gerichte und der Gang des Verfahrens noch durch teilweise stark differierendes Landesrecht geregelt. Dem halfen die Reichsjustizgesetze ab. Im Bereich des Zivilrechts war damit die Rechtseinheit im Verfahrensrecht sogar lange vor einem einheitlichen materiellen Recht (Bürgerliches Gesetzbuch von 1896) erreicht.
Mit dem Inkrafttreten 1879 bestanden im gesamten Reich zum ersten Mal einheitliche Gerichtsarten und einheitliche Verfahrensregeln, denn den Deutschen Kaisern war es schon im Heiligen Römischen Reich Deutscher Nation nicht gelungen, gegen die partikularistischen Bestrebungen der Einzelstaaten für das gesamte Reich verbindliche einheitliche Gesetze zu schaffen. Erstmals war auch alle nichtstaatliche Gerichtsbarkeit abgeschafft.
Zu den bedeutendsten Errungenschaften der Reichsjustizgesetze zählen der uneingeschränkte Zugang zu Gerichten, die Einführung der Grundsätze von Öffentlichkeit und Mündlichkeit in den Verfahren, die Abschaffung der nichtstaatlichen Gerichte, die Sicherstellung der richterlichen Unabhängigkeit und die Einführung des viergliedrigen Gerichtswesens mit Amts-, Land-, Oberlandes- und Reichsgericht (heute: Bundesgerichtshof).